# Slavko Marić
Slavko Marić (Cлaвкo Mapић, sinh 7 tháng 3 năm 1984 ở Goražde) là một cầu thủ bóng đá Serbia, thi đấu cho FK Mladost Lučani ở Serbian SuperLiga.